# 쇼니씨
쇼니 씨(일본어: 少弐氏, しょうにし 쇼니시[*])는 일본의 씨족의 하나로 지쿠젠(筑前), 히젠(肥前) 등 기타큐슈(北九州) 지방의 고케닌(御家人)·슈고 다이묘(守護大名)이다. 후지와라 홋케(藤原北家) 히데사토류(秀郷流)를 칭했던 무토 씨(武藤氏)의 일족이다.
한국의 《조선왕조실록》 및 《해동제국기》 등의 기록에는 소이전(少二殿, 小二殿)으로 기재되어 있고, 혼세가 겐지로 알려져 있었다.

## 역사

### 출자
쇼니 씨는 무토 스케요리(武藤資頼)가 다자이후(大宰府)의 차관직인 다자이노쇼니(大宰少弐)에 임명된 것에서 비롯되었다. 스케요리의 혼세는 후지와라로, 헤이안 시대의 무장 후지와라노 히데사토(藤原秀郷)의 피를 이은 무토 요리히라(武藤頼平)의 유시(猶子, 양자)가 되어 무토 집안을 이었다고 전하고 있는데, 스케요리의 출자가 어디인지는 확실하지 않다. 그 의미에는 쇼니 씨는 스케요리의 양아버지인 무토 요리히라의 가계로 보자면 요리히라의 선조인 후지와라노 히데사토의 후예인 것이 되지만 스케요리의 핏줄로 보자면 선조는 확실하게 알 수 없는 것이 된다.
동시에 스케요리는 후지와라노 미치나가(藤原道長)의 후예를 칭하였고, 대대로 무사시국(武蔵国)의 지행(知行)을 맡아서 무토 씨를 칭하였다고 한다. 나아가 진제이(鎮西) 즉 규슈 지역의 호족들의 흥망을 기록한 군기물(戦記物)에 따르면 「좌중장(左中将) 오와리노카미(尾張守) 후지와라노 나가요리(藤原長頼)는 상전(相伝)해 오던 지행지(知行地) 부슈(武州) 도쓰카 향(戸塚郷)으로 내려가서 무토 중장(武藤中将)이라 칭하였다. 그 아들 요리우지(頼氏)는 하치만타로 요시이에(八幡太郎義家)를 따라 오슈(奥州)에 출진하였고 요세카케(寄懸) 무늬의 깃발을 하사받았다」고 되어 있다. 여기에 따르면 요리우지의 자손인 스케요리는 미치나가의 후손인 것이 된다.

### 헤이안 시대 말기에서 가마쿠라 시대까지
무토 스케요리는 헤이케(平家)의 무장이었던 다이라노 도모모리(平知盛)를 섬겼던 헤이케의 무장이었으나, 이치노타니 전투(一ノ谷の戦い) 때에 겐지편으로 돌아섰고 미나모토노 요리토모(源頼朝)의 게닌(家人)이 되었다. 스케요리는 헤이케 멸망 이후 다자이노쇼니로 임명되었고 헤이케측에 섰던 규슈 지역 무가에 대한 가마쿠라측의 견제로써 진제이부교(鎮西奉行)를 비롯해 기타큐슈 지역 여러 구니의 슈고(守護)가 되었는데, 이것이 이후 쇼니 씨의 흥륭의 단초가 되었다.

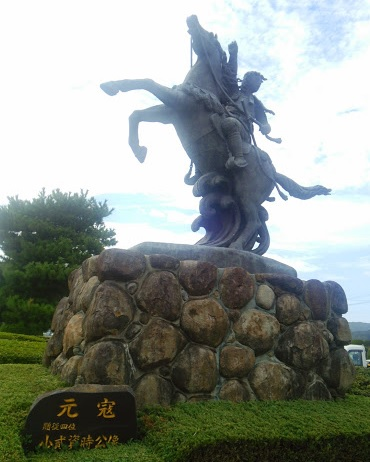
이키섬 아시베교항(芦辺漁港)에 세워진 쇼니 스케토키의 동상. 스케토키는 이키섬 안에 위치한 이키 신사(壱岐神社)와 이키 호국신사의 제신(祭神)으로 모셔지고 있다.

스케요리의 아들이었던 쇼니 스케요시(少弐資能) 이후로 쇼니를 성씨로써 정상적으로 사용하게 되었다. 가마쿠라 시대(鎌倉時代)인 분에이(文永) 11년(1274년)과 고안(弘安) 4년(1281년), 두 차례에 걸친 몽골 침공에서 스케요시는 다자이후의 책임자로써 아들 쇼니 쓰네스케(少弐経資)나 쇼니 가게스케(少弐景資) 등과 함께 일본군의 선두에 서서 고려·몽골 연합군과 싸웠다. 제2차 몽골 침공(고안의 역弘安の役) 때에는 쓰네스케의 아들인 쇼니 스케토키(少弐資時)가 이키(壱岐)에서 전사했고, 스케요시 자신도 전투에서 입은 상처로 사망하는 등 쇼니 일족은 몽골과의 전투에서 대대적인 희생을 치렀다. 이러한 공으로 전쟁이 끝난 뒤에는 지쿠젠·부젠(豊前)·히젠·이키·쓰시마(対馬) 등 기타큐슈 지역 최대의 슈고로까지 성장하였고, 쇼니 씨의 최전성기를 쌓아올리게 된다.
이키섬에 소재한 쇼니 스케토키를 제신(祭神)으로 나가는 이키 신사에는 2011년 쇼니 가문의 자손이 참배해 제사를 거행하였다.

### 가마쿠라 시대 후기에서 무로마치 시대로
쇼니 스케요시 사후 쓰네스케와 가게스케 형제 사이에 가독 계승을 둘러싼 항쟁이 벌어졌고, 고안 8년(1285년)에 가마쿠라에서 고케닌 아다치 야스모리(安達泰盛)과 나이간레이(内管領) 다이라노 요리쓰나(平頼綱)의 대립인 시모쓰키 소동(霜月騒動)이 일어났다. 동생인 가게스케는 야스모리의 아들 모리무네(盛宗)를 지지했고, 요리쓰나를 지지한 형 쓰네스케와 맞서 싸웠으나 패하고 전사하였다(이와토 전투岩門合戦). 이후 진제이 단다이(鎮西探題)가 설치되고 호조씨(北条氏)의 세력이 규슈에까지 미치게 되어, 쇼니 씨도 그 지배하에 놓이게 되었다. 이때는 쇼니 씨에 있어서 굴욕의 시대였다.
가마쿠라 시대 말기인 겐코(元弘) 3년/쇼쿄(正慶) 2년(1333년) 고다이고 천황(後醍醐天皇)의 토막(討幕) 운동으로 겐코의 난(元弘の乱)이 일어났고, 쇼니 사다쓰네(少弐貞経)가 오토모 씨(大友氏) 등과 함께 토막 운동에 참가해 진제이 단다이를 공격하였다. 가마쿠라 막부가 멸망하고 고다이고 천황에 의한 겐무 신정(建武新政)이 개시되었으나, 신정에서 이반한 아시카가 다카우지(足利尊氏)가 겐무(建武) 3년(1336년) 교토에서 쫓겨나서 규슈로 달아났고, 사다쓰네의 아들인 쇼니 요리히사(少弐頼尚)는 다카우지를 맞으러 아카마세키(赤間関)로 나아갔으나 그 와중에 겐무 조정을 지지하던 히고국(肥後国)의 기쿠치 씨(菊池氏)가 다자이후를 습격해 요리히사의 아버지 사다쓰네가 사망한다. 요리히사는 아시카가 측에 서서 그와 함께 다타라하마 전투(多々良浜の戦い)에서 기쿠치 다케토시(菊池武敏) 등을 격파하였다.
남북조 시대에 요리히사는 규슈에서 아시카가-북조 세력의 규슈 단다이(九州探題) 잇시키 노리우지(一色範氏)와도 충돌하였다. 아시카가 집안의 내분이 간노의 소란(観応の擾乱) 발발로 이어지고 요리히사는 규슈로 도망쳐 온 아시카가 다다요시(足利直義)의 양자(이자 아시카가 다카우지의 서자) 아시카가 다다후유(足利直冬)에게 자신의 딸을 맞이하게 해서 그에게 접근하였다. 한편 다타라하마 전투에서 패한 기쿠치 씨는 남조의 정서장군(征西将軍)으로써 파견된 가네요시 친왕(懐良親王)을 받들어 세력을 확대하였고, 쇼니 씨는 쇼헤이(正平) 14년/엔분(延文) 4년(1359년) 지쿠고 강 전투(筑後川の戦い)에서 정서부(征西府)·기쿠치 군에 패해 다자이후를 잃었다.
규슈에서 남조 세력이 떨치게 되자 요리히사의 아들들도 북조 지지파와 남조 지지파로 나뉘게 되었는데, 북조를 지지한 쇼니 후유스케(少弐冬資)가 새로운 규슈 단다이(九州探題)로 파견되어 온 이마가와 사다요(今川貞世, 료슌了俊)에게 모살되고(미즈시마의 변水島の陣) 남조를 지지했던 쇼니 요리즈미(少弐頼澄) 아래로 일치단결해 반이마가와 세력으로써 활동하게 되었다. 남조 세력이 쇠퇴하고 이마가와 사다요가 귀국한 뒤 대신 규슈 단다이로 취임한 시부카와 씨(渋川氏)의 원호라 칭하면서 스오(周防)의 오우치 씨(大内氏)가 기타큐슈를 잇따라 침공해왔고 쇼니 씨는 분고(豊後)의 오토모 씨(大友氏)나 쓰시마의 소 씨(宗氏)와 연계해 여기에 저항해 한때는 오우치 모리미(大内盛見)를 죽이는 승리를 거두기도 하였으나 그 뒤로 거듭 패배하면서 쇼니 미쓰사다(少弐満貞), 쇼니 스케쓰구(少弐資嗣), 쇼니 노리요리(少弐教頼) 등이 전사하였다.

### 센고쿠 시대와 쇼니 씨의 멸망
센고쿠 시대(戦国時代)에 들어 오우치 씨의 침공은 더욱 격렬해졌다. 쇼니 씨는 오우치 씨의 침공을 필사적으로 막았으나 차츰 열세에 놓이게 되었고, 15대 당주였던 마사스케(政資)가 오우치 씨에 의해 전사하면서 일시 멸망하였다. 훗날 마사스케의 아들인 쇼니 스케모토(少弐資元)가 16대 당주로써 쇼니 씨를 일으켰고 오우치 씨가 우세한 상황을 뒤집을 수는 없었기에 거점을 히젠으로 옮길 수밖에 없었다. 히젠 북부의 오리베(綾部)에 히젠 슈고(肥前守護)로 규슈 단다이였던 시부카와 씨가 건재하고 있었기에 쇼니 씨는 이들을 피해 히젠 남부에 거점을 잡았는데, 히젠 남부를 지배하고 있던 규슈 지바 씨(九州千葉氏)의 내분을 틈타서 그들의 영지를 빼앗고 나아가 오우치 씨가 중앙에서의 정쟁이나 이즈모(出雲)의 아마고 씨(尼子氏)와의 항쟁에 정신없는 틈을 타서 일시에 세력을 회복하였다. 하지만 쇼니 씨의 가신(家臣)이었던 류조지 이에카네(龍造寺家兼)를 필두로 하는 모반으로 인해 차츰 쇠퇴해나갔다. 당주 쇼니 스케모토는 오우치 씨의 침공을 견디지 못하고 마침내 오우치 요시타카(大内義隆)에게 항복하지만, 스케모토는 요시타카에게 속아 자결했다. 스케모토의 아들로 17대 당주가 된 쇼니 후유히사(少弐冬尚)가 쇼니 씨를 다시 일으켰으나 류조지 씨의 모반에 대해서는 가신 바바 요리치카(馬場頼周)에게 류조지 토벌을 맡겼고 자신의 실권은 없었다. 이에카네의 뒤를 이은 류조지 가문의 당주 류조지 다카노부(龍造寺隆信) 또한 쇼니 씨에 대한 모반 입장을 분명히 하였고, 후유히사는 에이로쿠(永禄) 2년(1559년) 세이후쿠지 성(勢福寺城)을 다카노부에게 공격당해 자결하였다. 이로써 가마쿠라 시대부터 이어온 명문 쇼니 씨는 완전히 멸망하였다. 이 무렵 후유히사의 아들 후유타카(冬敬)가 빠져나가는데 성공하였다는 것이 최근의 연구에서 밝혀져 있다.

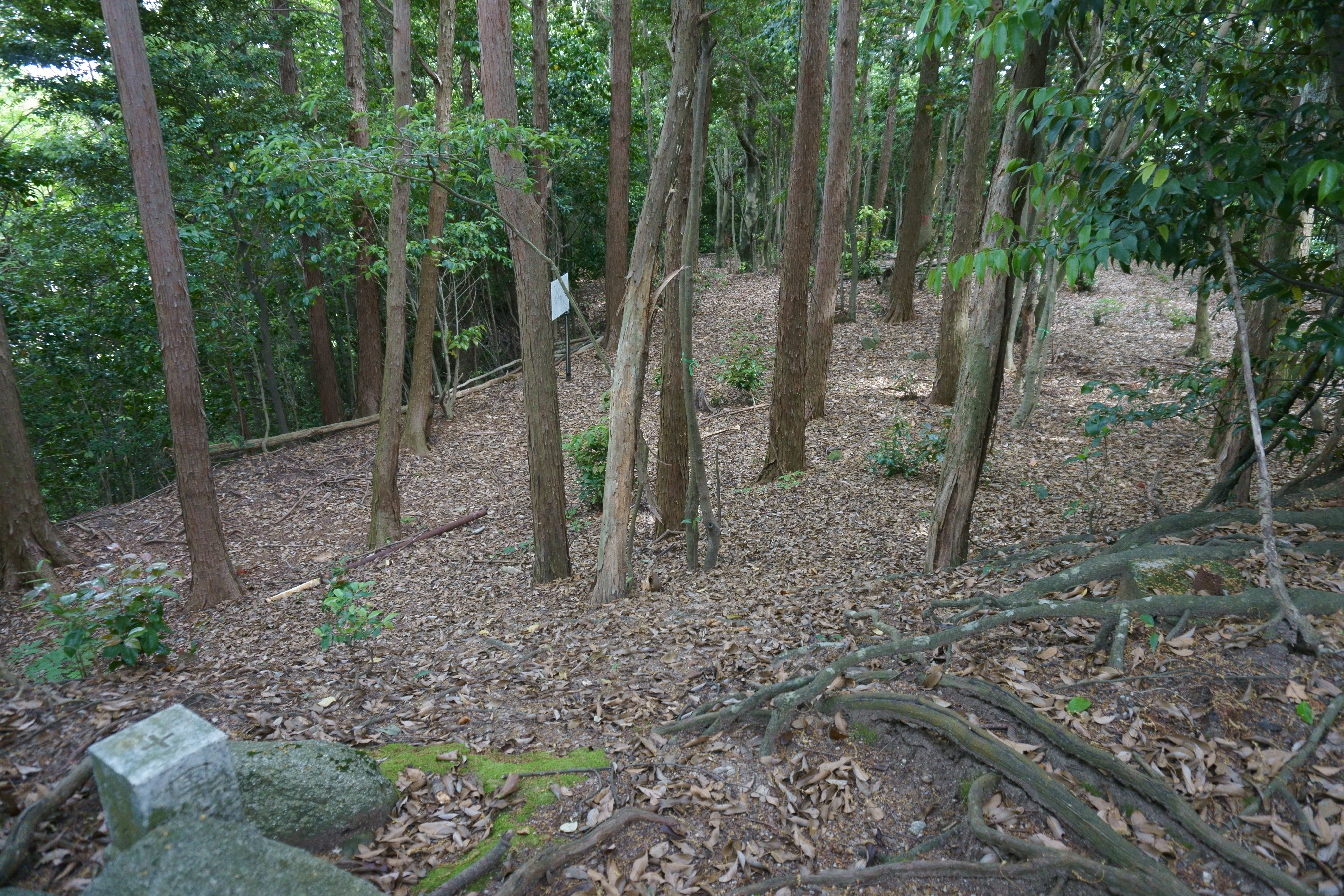
세이후쿠지 성터. 일본 사가현(佐賀県) 간자키 시(神埼市) 간자키 정(神埼町) 소재.

쇼니 후유히사의 동생 쇼니 마사오키(少弐政興)는 에이로쿠 6년(1563년)부터 바바 미쓰치카(馬場鑑周) 등 옛 신하들의 지원을 토대로 쇼니 씨 재흥을 위한 싸움을 벌였고, 아리마 하루즈미(有馬晴純) ・ 하타 시게시(波多鎮) ・ 오무라 스미타다(大村純忠) ・ 다쿠 무네토시(多久宗利) ・ 사이고 스미히사(西郷純尚) 등 히젠 무장들과 함께 류조지 다카노부와 맞섰다. 하지만 에이로쿠 7년(1564년) 류조지 군세의 맹공으로 히젠 나가노 성(中野城)에서 농성하던 바바 미쓰치카는 항복하고 그 뒤 마사오키는 오토모 씨의 지원을 받아 다카노부와의 싸움을 이어나갔지만 겐키(元亀) 3년(1572년)에 다카노부에 의해 히젠에서 쫓겨났고, 쇼니 씨 재흥의 야망은 무너졌다.

## 쇼니 가문의 서류
쇼니 가문의 서출(부계 자손)로써 현재까지 이어지는 가문은 나베시마 씨(鍋島氏)가 있다. 다카쓰카사 히사타케(鷹司尚武) 이후 다카쓰카사 당주(1966년 이후의 당주) 및 도쿠가와 요시노부(徳川義宣) 이래 오와리 도쿠가와 가(尾張徳川家) 당주(1992년 이후 당주)도 나베시마 씨를 통해 쇼니 씨의 부계 계통을 잇고 있다. 이 밖에 쇼니 가문의 서류로는 바바 씨(馬場氏), 쓰쿠시 씨(筑紫氏), 지바 씨(千葉氏), 요코타케 씨(横岳氏), 아사히 씨(朝日氏), 히라이 씨(平井氏), 쓰시마 씨(対馬氏), 이즈모 씨(出雲氏) 등이 있는데, 지쿠시 씨에 대해서는 쇼니 서류가 아니라는 설도 존재한다.

## 고려 말기의 왜구와 쇼니 씨
한국의 사학자 이영은 2007년 펴낸 《왜구 - 잊혀진 전쟁》에서 한국의 고려 말기인 충정왕(忠定王) 2년 경인년(1350년)부터 시작된 대대적인 왜구(倭寇)에 대해, 당시 고려 조정으로부터 왜구의 본거지로 지목되고 있던 쓰시마의 슈고다이(守護代) 소 쓰네시게(宗經茂)를 휘하에 거느리고 있던 쇼니 요리히사가 배후에 있었을 가능성을 제기하였다. 이영에 따르면 충정왕 2년에 해당하는 경인년(1350년)에서 1년 전인 1349년 9월에 쇼군 아시카가 다카우지의 서자이자 아시카가 다다요시의 양자로써 규슈로 들어온 아시카가 다다후유가 세력을 확장시키면서 전통적으로 규슈 지역을 통솔해왔던 쇼니 씨와 충돌하게 되었고, 쇼니 요리히사는 아시카가 다다후유의 대대적인 공세에 맞서 병량미 확보를 위한 교두보가 필요했던 차에 다자이후 휘하에 있던 쓰시마 소 씨가 병량미 확보를 위해 고려 해안의 조운선을 노린 것이 '경인년 왜구'의 정체였다는 주장이다.

## 쇼니 씨 일족과의 연고가 있는 신사 및 사찰
『무토 쇼니 흥망사』(武藤少弐興亡史)로부터
후쿠오카현(福岡県)
- 안요인 터(安養院跡, 다자이후시) - 쇼니 씨의 보리사(菩提寺) 터로 가까운 대나무 숲에 쇼니 씨의 시조인 초대 무토 스케요리(武藤資頼)의 무덤과 쇼니 스케요시(少弐資能)의 공양탑이 있다.
- 다자이후 쇼후쿠지 터(大宰府崇福寺跡, 다자이후 시) - 쇼니 씨의 단나사(檀那寺)이다. 이 절에 주석했던 승려 난포 죠묘(南浦紹明)는 몽골의 일본 원정 당시 외교 고문이었다.
- 쇼텐지(承天寺, 후쿠오카시) - 초대 무토 스케요리가 부지를 희사하여 절을 지었다.
- 무나가타 대사(宗像大社) - 무나카타 다이구지 가(宗像大宮司家)는 쇼니 씨 편에 선 고쿠진(国人)으로 초대 무토 스케요리의 아내가 무나가타 씨의 무나가타 우지타다(宗像氏忠)의 딸이기도 했다.
- 라이잔 센요지 다이히오인(雷山千如寺大悲王院, 이토시마시) - 쇼니 모리쓰네(少弐盛経)가 이곳에서 몽골 항복을 기도하게 하였으며, 사찰에는 쇼니 씨 관계 자료도 남아 전해지고 있다.
- 난린지(南淋寺, 아사쿠라시) - 쇼니 요리히사의 공양비 탑이 서 있다.
- 쓰쿠시 신사(筑紫神社, 쓰쿠시노시) - 쇼니 씨의 서류인 쓰쿠시 씨(筑紫氏)는 쓰쿠시 신사의 신관(神官)이다.

사가현(佐賀県)
- 신소지(真正寺, 간자키 시) - 쇼니 후유히사의 묘와 위패가 모셔져 있으며, 세이후쿠지 성(勢福寺城) 산기슭에 위치해 있다.
- 사카이바루 와카미야 신사(境原若宮神社, 간자키 시) - 쇼니 다카쓰네를 제신으로 모신 신사이다.
- 고조지(光浄寺, 미야키 정) - 쇼니 씨의 서류인 히로타케 씨(横岳氏) 5대 당주들의 거성이었다. 히로타케 스케사다(横岳資貞) ・ 시게사다(鎮貞)의 묘가 위치하고 있으며, 히로타케 씨의 주성이었던 니시지마 성터 경내에 위치하고 있다.
- 니시노미야 하치만구(西乃宮八幡宮, 미야키 정) - 쇼니 스케모토가 직접 쓴 편액(복제)이 있다. 그 부지는 니시지마 성터 경내에 해당한다.
- 사이후쿠지(西福寺, 사가 시) - 쇼니 다케토키(少弐高経)의 위패와 공양탑이 모셔져 있다.
- 요카 신사(与賀神社, 사가 시) - 쇼니 노리요리 ・ 쇼니 마사스케가 이곳에 머물렀으며 경내에 쇼니 신사(少弐神社)가 있는데, 이 신사의 제신(祭神)은 쇼니 마사스케(少弐政資)로 그 부지는 옛 요카 성(与賀城) 성터 안에 위치해 있다.
- 센소지(専称寺, 다쿠시) - 쇼니 마사스케 ・ 쇼니 스케모토의 위패와 공양탑이 모셔져 있다.

## 쇼니 일족의 주요 성곽
『무토 쇼니 흥망사』(武藤少弐興亡史)에서.
후쿠오카현
- 우치 산성(有智山城, 다자이후시) - 쇼니씨의 주성(主城)이다.
- 우라노성(浦ノ城, 다자이후시) - 쇼니씨의 공관(公館)이다.
- 이와토성(岩門城, 나카가와시) - 쇼니 가게스케의 거성(居城)이다.

사가현
- 가쓰노오성(勝尾城, 鳥栖市) - 쓰쿠시씨의 주성. 주변의 여러 성으로 구성된 「가쓰오성 쓰쿠시씨 유적」(勝尾城筑紫氏遺跡) 이름으로 일본의 국가 사적으로 지정되어 있다.
- 니시지마성(西島城, 미야키정) - 쇼니씨의 서류인 히로타케씨(横岳氏)의 주성이다.
- 세이후쿠지성(勢福寺城, 간자키 시) - 쇼니씨의 히젠국(肥前国)에서의 주성이었다.
- 요카성(与賀城, 사가시) - 사가군(佐賀郡)에서의 쇼니씨의 거점이었다.

## 같이 보기
- 쇼니 후유스케
- 왜구
- 오우치 씨
- 소 씨
- 지쿠고 강 전투
- 나베시마 나오시게 - 나베시마 씨는 쇼니 씨의 서류(庶流)로, 쇼니 씨의 남계 후손에 해당한다.

### 출전
1. ↑  『무토 씨 계도』(武藤氏系図)
2. ↑  『북비전기』(北肥戦記)
3. ↑  渡辺文吉『武藤少弐興亡史』 海鳥社、1989年　Ｐ．64～206
4. ↑  渡辺文吉『武藤少弐興亡史』 海鳥社、1989年　Ｐ．76～185

### 설명
1. ↑  무사시 국의 당풍 명칭이다.
2. ↑  일본 구마모토 현(熊本県).
3. ↑  일설에는 류조지 씨는 규슈 지바 씨의 옛 신하였다고도 한다.